# Retable du rosaire (Le Bodéo)
Le retable du rosaire de l'église Saint-Théo à Le Bodéo, une commune du département des Côtes-d'Armor dans la région Bretagne en France, fut créé en 1713. Le retable en bois polychrome et doré a été classé monuments historiques au titre d'objet le 29 mars 1983. 
Le retable du transept sud possède un tableau central du peintre Dupont de Pontivy avec l'apparition de la Vierge à saint Dominique et à sainte Catherine de Sienne. La Vierge les invite à réciter le rosaire en son honneur. Les mystères de sa vie sont présentés en medaillon tout autour. 
Les statues qui encadrent le tableau figurent sainte Anne apprenant à lire à la Vierge et sainte Marguerite terrassant le dragon qui l'avait dévorée. 
Construit pour la confrérie du Rosaire, ce retable est financé essentiellement par Charles Mallet et son épouse, Marguerite Le Franc, du manoir de Cléhunaut.